# الأنثروبولوجيا من وجهة نظر براغماتية
الأنثروبولوجيا من وجهة نظر براغماتية هو كتاب للفيلسوف الألماني إيمانويل كانت. جاء العمل نتيجة للفصول الدراسية التي أشرف عليها كانت في جامعة كونيغسبرغ. بينما يفصل اسميًا طبيعة الأنثروبولوجيا كمجال، فإنه يناقش أيضًا مجموعة متنوعة من الموضوعات من حيث الفكر الكانتي.

## الأصول والحجج

### الخلفية والتكوين

يلخص كتاب كانت أعمال دورة جامعة كونيغسبرغ واستكشافاته الفلسفية، والكتابة التي تقيم تقاطعات الأخلاق والطبيعة داخل التجربة الإنسانية.

يلخص عمل كانت الدروس الذي كان يقدمها في دورة سنوية في جامعة كونيغسبرغ، وهو برنامج وضعه كانت من 1772 حتى تقاعده في 1796. صدر الكتاب في عام 1798 بقصد كشف وجهات نظر كانت حول المجال الفكري الجنيني للأنثروبولوجيا آنذاك لجمهور أوسع. على الرغم من عدم كونها مجانية، على الرغم من عدم كونه مجانيًا، على عكس المشاركات الأخرى التي قام بها كانت، فقد حققت فصول الفيلسوف حول هذا الموضوع اهتمامًا شعبيًا واسع النطاق على عكس المحاولات السابقة لنشر أفكاره العامة للجماهير.
انتهى الأمر بكتاب الأنثروبولوجيا من وجهة نظر براغماتية ليكون آخر عمل رئيسي لكانت قام بتحريره الفيلسوف نفسه. أثر الإجهاد الذي اثر على حالته الصحية بشكل كبير على كتاباته. على الرغم من المعنى الذي أرفقه بالكتاب، فإن هذه العوامل تعني أنه وجد نفسه غير قادر على فعل أكثر من ترتيب ملاحظات محاضرته للنشر.
تلخيصًا لوجهات نظر كانت حول المُثل العليا في سياق تأليف الكتاب، كتب الباحث فريدريك ب فان دي بيتي:
أدرك كانت أن قدرة الإنسان العقلانية وحدها لا تكفي لتكوين كرامته وترقيته فوق البهائم. إذا كان العقل يمكّنه فقط من أن يفعل لنفسه ما تفعله الغريزة للحيوان، فعندئذٍ سيشير ذلك للإنسان إلى عدم وجود هدف أو قدر أسمى من هدف الوحشي ولكن فقط طريقة مختلفة للوصول إلى نفس الغاية. ومع ذلك، فإن العقل هو أهم سمة للإنسان لأنه الوسيلة التي من خلالها يصبح البعد المميز حقًا ممكنًا بالنسبة له. العقل، أي الوعي التأملي، يجعل من الممكن التمييز بين الخير والشر، وبالتالي يمكن أن تكون الأخلاق هي الهدف الحاكم للحياة. نظرًا لأن الإنسان يمكنه التفكير في مجموعة من الاحتمالات، والتي من بينها أكثر الأشياء المرغوبة، يمكنه أن يسعى جاهداً لجعل نفسه وعالمه في تحقيق مُثله العليا.

### المنهجية والآراء التي أعرب عنها
يلاحظ كانت أن الأنثروبولوجيا تسعى للإجابة على السؤال الأساسي «ما هو الكائن البشري» وبالتالي يمكن اعتباره النظام الأكاديمي ذو النطاق الفكري الأعلى. علق مراجع لاحق على آراء كانت قائلاً: «من بين الدروس العديدة... أنه على المستوى التجريبي للتطبيق، لا يوجد خط فاصل حاد بين الأخلاق والطبيعة، لأن علم النفس التجريبي يمكن أن يعمل كأخلاقيات تجريبية لهذا غرض».
يستكشف كانت في جوانب متعددة أسباب وتأثيرات سلوك الناس، ويقضي العديد من الصفحات على موضوعات مثل القدرة البيولوجية والنفسية للأفراد على العيش من خلال التجارب وفهمها. على سبيل المثال، الكتاب يفصل آراء كانت حول الحواس الخارجية وكذلك الطبيعة الخاصة للحالات العقلية المختلفة من السكر إلى النوم. يتوسع في المناقشات حول التنظيم الاجتماعي والعلاقات الشخصية مع إدخال العديد من التعليقات حول أنواع مختلفة من الأشخاص بالإضافة إلى أحداث الحياة المختلفة. العديد من هذه تتعلق بملاحظات للبشرية نفسها، بشكل عام.
على وجه التحديد، يذكر كانت أن «عقل التخوف البطيء ليس بالضرورة عقلًا ضعيفًا» لأن «الشخص الذي يتنبه بالتجريدات ليس دائمًا عميقًا» ولكنه «غالبًا ما يكون سطحيًا جدًا». يجادل، «المخادع هو في الحقيقة أحمق». فيما يتعلق بالتصميم والعزيمة العقلية، بالإضافة إلى ذلك، يؤكد كانت أنه «من خلال الفشل يصبح المرء ذكيًا» و «الشخص الذي درب نفسه في هذا الموضوع حتى يتمكن من جعل الآخرين حكماء من خلال إخفاقاتهم... وبالتالي استخدم ذكائه». يدافع كانت عما يصفه بالسعي إلى المعرفة حتى من قبل شخص عادي غير مؤكد، يجادل الفيلسوف «الغموض ليس غباء».

يقدم الكتاب بالإضافة إلى ذلك روايات مفصلة لكانت عن تطبيق مفهوم الحتمية الفئوية على قضايا مختلفة في تجربة حقيقية. على سبيل المثال، يكتب عن التناقض بين المثالية الجادة والرذيلة الشخصية، كتب الفيلسوف:
"أيها الشاب! تنكر لشهواتك (التسلية، الفجور، الحب، وما إلى ذلك)، ليس بقصد رواقي من الامتناع التام عن ممارسة الجنس، ولكن مع النية الأبيقورية الدقيقة المتمثلة في التمتع بمشاهدة المتعة المتزايدة باستمرار. هذا البخل مع المال من دافعك الحيوي يجعلك بالتأكيد أكثر ثراءً من خلال تأجيل المتعة، حتى لو كان عليك، في معظم الأحيان، التخلي عن التساهل في ذلك حتى نهاية حياتك.إدراك الاستمتاع تحت سيطرتك، مثل كل شيء مثالي، أكثر إثمارًا وأكثر وفرة من كل ما يرضي المعنى من خلال التساهل لأنه يتم استهلاكه في وقت واحد وبالتالي فقدانه كليا.
فيما يتعلق بموضوع الدين، يندب ما يراه على أنه تضارب غير ضروري من حيث الأغراض المعرفية وممارسة التعبد المنتظمة، كما لاحظ كانت:
بمقارنة المجموعات البشرية المختلفة، يقدم كانت مجموعة متنوعة من التأكيدات حول الرجال والنساء بالإضافة إلى الأعراق والجنسيات والأعراق المختلفة. على سبيل المثال، يكتب عن الجنسين، «تريد المرأة الهيمنة والرجل يريد أن يهيمن عليه». يجادل الفيلسوف بعمق أن الطبيعة جعلت النساء ينضجن مبكرًا وجعلتهن يطالبن بمعاملة لطيفة ومهذبة من الرجال، حتى يجدن أنفسهن مقيدات بشكل غير محسوس من قبل طفل بسبب شهامتهن. في نظر كانت، يوجد الزواج المثالي بطريقة تجعل المرأة تتصرف كملكة بينما يتصرف الرجل كوزير في الحكومة.

فيما يتعلق بالأمم المختلفة، يؤكد كانت أنه يمكن عمل عموميات مهمة حول شعوب مناطق مختلفة، موضحًا على وجه التحديد:
إن إنجلترا وفرنسا، الدولتان الأكثر تحضراً على وجه الأرض، اللتان تتناقضان مع بعضهما البعض بسبب شخصياتهما المختلفة، ربما تكونان، بشكل رئيسي، لهذا السبب، في صراع دائم مع بعضهما البعض. أيضًا، من المحتمل أن تكون إنجلترا وفرنسا، بسبب شخصياتهما الفطرية، والتي تكون الشخصية المكتسبة والمصطنعة هي النتيجة فقط، هما الدولتان الوحيدتان اللتان يمكن افتراض أن لهما شخصية معينة، وطالما لم يتم مزج كل من الشخصيات الوطنية بواسطة قوة الحرب، خصائص غير قابلة للتغيير. أصبحت اللغة الفرنسية هي اللغة العالمية للمحادثة، خاصة في العالم الأنثوي، وأن اللغة الإنجليزية هي اللغة الأكثر استخدامًا في التجارة بين التجار، ربما يعكس الاختلاف في وضعهم الجغرافي القاري والجزري.
باختصار، يرى الفيلسوف أن التحليل الأخلاقي يشكل أساسًا أنثروبولوجيا عملية. إنه لا يهدف بالضرورة إلى تعيين واجبات للأفراد ولكن لتمكينهم فكريًا حتى يتمكنوا من تحديد مساراتهم بأنفسهم بشكل صحيح. متداخلاً حول نفس القضايا، يناقش القسم الختامي للأنثروبولوجيا من وجهة نظر براغماتية طبيعة النوع ويقيم ضرورة إعطاء مساحة للحرية الشخصية كعنصر أساسي في التقدم الاجتماعي الأوسع.

## الردود
ولد كتاب الأنثروبولوجيا من وجهة نظر براغماتية استجابة عامة كبيرة. انتهى الكتاب بتلقي أكبر عدد من المطبوعات لأي من أعمال كانت حتى ذلك الوقت في طبعته الأولى. على الرغم من ذلك، اعتبر العديد من الكتاب أن العمل لا يستحق التحليل الفكري الجاد.